# 阜宁镇
阜宁镇，是中华人民共和国黑龙江省牡丹江市绥芬河市下辖的一个乡镇级行政单位。现辖9个行政村，总面积418平方公里，人口1.8万。

## 行政区划
阜宁镇下辖以下地区：
建西社区、建东社区、建南社区、旗苑社区、朝阳社区、建西村、建东村、建华村、建新村、南寒村、北寒村、永胜村、朝阳村和宽沟村。